# Boxer (BOV)
Boxer je Njemačko-Nizozemsko višenamjensko borbeno oklopno vozilo osmišljeno za obavljanje velikog broja vojnih zadaća. Proizvodi ga grupa ARTEC (ARmoured vehicle TEChology), kojoj je sjedište u Münchenu. Grupu čine njemačke tvrtke Krauss-Maffei Wegmann (36%) i Rheinmetall (14%) i nizozemski Stork PWV (50% vlasništva). ARTEC je odgovoran za razvoj, proizvodnju i prodaju Boxera MRAV te svih inačica ili drugih vozila koji mogu nastati na njegovoj osnovi. Krauss-Maffei Wegmann je odgovoran za proizvodnju njemačkog Boxera u inačici oklopnog transportera (armoured personel carrier - APC), sanitetske inačice i inačice za obuku vozača. Rheinmetall je odgovoran za proizvodnju zapovjedne inačice (command post vehicle - CPV) i sanitetske, a Strok za sve Boxere namijenjene nizozemskoj vojsci, bez obzira na inačicu. Glavne značajke Boxera su dobra pokretljivost, izdržljivost i modularnost. Upravo je modularnost bitan element koji bi trebao jamčiti uspješnost Boxera. Konstruiran je tako da se na temeljno podvozje jednostavno dodaju specijalizirani moduli kako bi se Boxer prilagodio raznim zadaćama.

## Razvoj
Zajednički razvoj modularnog kotačnog vozila nove generacije pokrenule su Njemačka, Nizozemska i Velika Britanija 1999. godine. Program zajedničkog razvoja nazvan je MRAV (Multi Role Armoured Vehicle) pa preimenovan u Boxer krenuo je pun optimizma. No, nakon konstrukcije 12 prvih prototipova (4 za svaku državu), prvi veliki problem bilo je povlačenje Velike Britanije iz projekta sredinom 2003.
Razvoj su zejednički nastavile Njemačka i Nizozemska koje posljednjih nekoliko godina usko surađuju u razvoju i proizvodnji AFV-a. Tako je nizozemska vojska po ugledu na njemačku modernizirala svoje tenkove Leopard 2. Zajednički su razvile i izvidničko vozilo na kotačima Fennek (4x4). Fennek je već u serijskoj proizvodnji i operativnoj uporabi u vojskama obje države, a veći dio vozila je u uporabi u Afganistanu. Tijekom razvoja i završnih testiranja Boxera, govorilo se o njegovoj veličini i velikoj masi. Proizvođač ARTEC je naveo kako je to zbog činjenice da su zadani veliki parametri nosivosti (čak osam tona) i volumena korisnog prostora, što ne omogućuje manje vozilo. 
Boxerova najveća operativna masa ovisi o zadaći koju obavlja i ugrađenoj opremi te o razini oklopne zaštite. Tipična operativna masa kreće se oko 31 tonu. Ugrađeno podvozje osigurava ukupnu nosivost od 35 tona bez potrebe modifikacije sustava upravljanja i prijenosa snage. Korisna zapremina prostora unutar Boxera je čak 14 m3.
Vozilo je projektirano za operativni vijek od 30 godina. Tijekom operativne uporabe trebalo bi imati visok stupanj pouzdanosti i vjerojatnosti preživljavanja u borbi i niske troškove uporabe. Razvoj Boxera započeo je potkraj 1999. i naručitelji i projektanti su znali da će se vozilo najviše rabiti izvan nacionalnih teritorija naručitelja, ponajviše u mirovnim operacijama. Zbog toga je Boxer projektiran tako da se može lako održavati i u terenskim uvjetima, daleko od matičnih baza. Kako bi posada imala što bolje uvjete rada u toplim predjelima serijski je ugrađen sustav za klimatizaciju, a uporabljen je i za ABK zaštitu po načelu stvaranja nadpritiska.
Nakon intenzivnog ispitivanja četiri prototipa izvedene su brojne manje izmjene ali je osnovni dizajn vozila ostao netkanut. Izmjene su, među ostalim, obuhvatile ugradnju jačeg sustava za klimatizaciju, preuređen odjeljak za pješački desant kako bi se bolje prilagodio uvjetima djelovanja u mirovnim operacijama (ugradnja novih vrata na krovu te novih sjedala koja bolje štite od učinaka eksplozije protuoklopnih i improviziranih mina). Svojom širinom, visinom i masom Boxer je prilagođen transportu željeznicom i budućim transportnim avionom A400M (jedno vozilo), iako će najjeftiniji način prijevoza, s obzirom na veličinu i masu biti brodom.
Nakon što je uspješno okončan razvoj inačice 8x8, tvrtka ARTEC je započela privatni projekt razvoja inačice 6x6. Ovo će vozilo, koje je također modularne konstrukcije kao i originalni Boxer, projektirano je kao pričuvna opcija u slučaju da Njemačka i Nizozemska na kraju odustanu od varijante 8x8, ali i kako bi se obuhvatio veći broj stranih kupaca. Iako razvijen na osnovi Boxera 8x8 za vozilo u konfiguraciji 6x6 projektanti su razvili neke nove sustave koji su naknadno ugrađeni i u proizvodnu verziju originalnog 8x8.
Prema tvrdnjama ARTEC-a, Boxer ima stratešku i taktičku pokretljivost koja nije postignuta na uštrb oklopne zaštite. S maksimalnom borbenom masom od 33 tone Boxer, po tvrdnjama proizvođača, pruža visoku razinu zaštite od širokog spektra ugroza, konvencionalnih i nekonvencionalnih.

## Oklopna zaštita
Boxer se sastoji od dva ključna elementa. Jedan je pogonski modul isti za sve inačice, a drugi misijski modul koji je prilagođen posebnim zadaćama. Na taj način korisnik dobiva vozilo koje se u roku kraćem od jednog sata može prilagoditi drugoj zadaći, pod uvjetom da je dostupan odgovarajući misijski modul. Oba su modula napravljena od čelika uporabom višeslojne-zidne strukture deflektivnih oblika u kombinaciji s dodatnim elementima zaštite, kao što je dodatni pasivni ili aktivni oklop.
Za razliku od većine oklopnih vozila na kotačima slične namjene Boxter je od početka projektiran da dobije zaštitu od oružja koja napadaju s gornje strane vozila, kao što su kasetne bombe s kumulativnim bojnim glavama. Svi ključni dijelovi Boxera podvrgnuti su intenzivnim testiranjima otpornosti na paljbu streljačkog oružja, različitih protutenkovskih i pješačkih mina te na utjecaj eksplozije improviziranih eksplozivnih naprava. Proizvođač je veliku pažnju dvao oklopnoj zaštiti, pa je tako razvijen novi oklop za podnicu vozila koji štiti unutrašnjost od EFP-a (explosively forged penetrators). Razvija se i reaktivni oklop koji će povećati zaštitu vozila od projektila s kumulativnim bojnim glavama, kao što su oni koji se ispaljuju iz sveprisutnih RPG-a. Boxer se može opremiti i aktivnim sustavima samoobrane koji bi (bar teoretski) bitno povećali razinu zaštite protiv širokog spektra ugroza. U slučaju da je pogođen aktivirat će se automatski sustav za otkrivanje i gašenje vatre u motornom odjeljku. Razmatra se mogućnost ugradnje sličnog sustava i u odjeljak za posadu.

## Pokretljivost
Pogonski modul se sastoji od pozicije vozača na desnom prednjem dijelu vozila i motora s mjenjačem postavljenim lijevo od vozača. Podnica vozila ispod vozača i odjeljka za posadu napravljena je dvoslojno kako bi se povećala otpornost na djelovanje mina. Slobodni prostor u podnici iskorišten je za smještaj dizelskog goriva. Na temelju iskustava iz mirovnih operacija projektanti su vozaču omogućili izlazak iz vozila kroz njegov otvor ili kroz odjeljak za posadu.
Na otvoru vozača nalaze se tri periskopa koji pružaju širok kut gledanja. Srednji periskop se može zamijeniti pasivnim IC periskopom namijenjenim noćnoj vožnji. Periskopi se rabe samo u borbi jer u normalnoj vožnji vozač može rabiti veliko staklo koje je integrirano u poklopac otvora vozača i koje ga štiti tijekom vožnje. Vozač ima i monitor na kojemu se pokazuje slika kamere smještene u stražnjem dijelu vozila i koja znatno olakšava kretanje unazad.
Pogonski sustav sastoji se od MTU-ovog dizelskog motora 8V199TE20 snage 530 kW i automatskog mjenjača Allison HD4070 sa sedam brzina za vožnju naprijed i tri za vožnju unazad. Kompaktni pogonski sustav može se zamijeniti za dvadesetak minuta. Boxer ima stalni pogon na svih osam kotača, dok vozač usmjerava vozilo pomoću prednja četiri. Polumjer zaokreta može se smanjiti kočenjem kotača samo jedne strane. Visoka pokretljivost postignuta je uporabom neovisnog ovjesa na uređenim putevima i izvan njih. Povećanje pokretljivosti izvan puteva osigurano je i uporabom središnjeg sustava za kontrolu tlaka u gumama. Kako bi se osigurala pokretljivost i nakon oštećenja guma uporabljeni su run flat umeci koji osiguravaju mogućnost vožnje za još 100 kilometara. Postavljanje nove opreme i njezino umreživanje u sustav vozila omogućeno je CAN-Bus databusom.

## Naoružanje
Tijekom testiranja Boxerovi su prototipovi opremani najrazličitijim oružjima, od teških strojnica s ručnim pokretanjem pa sve do kupola s posadom. Njemačke i nizozemske inačice dobile su različito naoružanje. Njemačka vojska trenutačno odabire novu kupolu kojom će opremiti svoja oklopna vozila (Geschützte Führungs- und Funktionsfahrzeug - GFF). Odabrana će se kupola ugrađivati i na njemačke Boxere. Odabir oružja ovisit će o zadaći, a obuhvatit će tešku strojnicu kalibra 12,7 mm ili automatski bacač granata kalibra 40 mm. Njemačka vojska traži i daljinski upravljanu oružnu stanicu koja mora imati stabilizaciju oružja i ciljnički sustav opremljen dnevno/noćnim ciljnikom i laserskim daljinomjerom.
Nizozemska će vojska svoje Boxere opremiti daljinski upravljanim oružnim stanicama naoružanim teškim strojnicama M2 HB kalibra 12,7 mm. Kao dio obrambenog sustava Boxeri će dobiti i dva četverostruka lansera kalibra 76 mm za ispaljivanje dimnih ili sličnih granata.

## Inačice
Po prvobitnim planovima nizozemska je vojska trebala dobiti pet različitih inačica Boxera: vozilo za popravak kvarova i oštećenja, teretno, zapovjedno, sanitetsko i inženjerijsko vozilo. Planovi za razvoj i nabavu vozila za popravak kvarova i oštećenja s vremenom su otkazani kako bi se smanjili troškovi nabave, iako postoji mogućnost da se ponovno aktiviraju. Osnovna inačica Boxera za nizozemsku vojsku bit će transportna i imat će dvočlanu posadu - zapovjednik/ciljatelj i vozač. Dobit će dodatni navigacijski sustav i moći će prevoziti teret od najmanje 2,5 tona. Planovi nabave njemačke vojske predviđaju kupnju tri različite inačice: oklopni transporter, zapovjedno i sanitetsko vozilo.
- Oklopni transporter će imati tročlanu posadu (zapovjednik, ciljatelj i vozač) i moći će prevesti pješački desant od sedam vojnika plus dodatno oružje ili opremu. Prva isporuka serijskih primjeraka očekuje se u rujnu 2009., a prvih deset vozila odmah će preurediti za potrebe obuke vozača. Četiri vojnika sjedit će na lijevoj a tri na desnoj strani vozila. Zapovjednik će sjediti na lijevoj strani i imat će pet periskopa za motrenje svih 360 stupnjeva oko vozila. Ciljatelj će sjediti na desnoj strani i upravljati oružnom stanicom. I zapovjednik i ciljatelj će dobiti prikaznik za očitavanje širokog spektra podataka o vozilu i borbenoj situaciji.

- Zapovjedno vozilo će uz uobičajenu tročlanu posadu imati još dva stožerna časnika, jednog pobočnog časnika ili dočasnika i mjesto za još jednog člana posade. Osim dodatne navigacijske opreme imat će i zapovjedni sustav FIS Heer (F-InfoSysH). Prve isporuke planirane su za 2010. Nizozemsko zapovjedno vozilo dobit će dvočlanu posadu sastavljenu od zapovjednika/operatera oružne stanice i vozača. Zapovjednu komponentu činit će dva časnika, jedan pobočnik, a osigurano je mjesto za još jednog vojnika. Dobit će svu potrebnu navigacijsku, komunikacijsku (VHF/HF radiouređaje) i računalnu opremu namijenjenu za kontrolu bojišta i zapovijedanje.

- Sanitetsko vozilo dobit će misijski modul s povišenim krovom i većom zapreminom kako bi se što bolje prilagodila namjeni. Posada će se sastojati od vozača, zapovjednika/liječnika i pomoćnika. Vozilo će opremiti sa sedam sjedala ili prostorom za prijam tri nosila, ili kombinacijom od tri sjedala i prostorom za dva nosila. Isporuka prvih Boxera u inačici sanitetskog vozila planirana je za 2010. Zanimljivo je da je proizvodnja ove inačice podijeljena između tvrtki Krauss-Maffei Wegmann (52 vozila) i Rheinmetall Landsysteme (20). Nizozemsko sanitetsko vozilo dobit će isti misijski modul kao i njemačko vozilo ali će imati jednostavniju medicinsku opremu.

- Inženjerijsko vozilo zapravo je namijenjeno prijevozu pripadnika inženjerije. Uz posadu od tri člana (zapovjednik, ciljatelj i vozač) imat će prostor za šest inženjeraca i dodatni vanjski i unutarnji prostor za smještaj opreme. Dobit će daljinski upravljanju oružnu stanicu naoružanu teškom strojnicom kalibra 12,7 mm.

Svi brojevi o vozilima određenih inačica moraju se uzeti s rezervom jer modularno načelo korisnicima Boxera omogućava da svako vozilo prenamijene za drugu zadaću, pod uvjetom da kupac kupi odgovarajuće misijske module. Iako još ne postoji potvrda da postoje kupci za druge inačice Boxera ARTEC je otpočeo njihov razvoj. Doduše, najveći dio novih inačica još je uvijek na razini razvojne studije. Te studije uključuju protuzračnu inačicu, topničko zapovjedno vozilo, zapovjedno vozilo za razinu bojne, klasično inženjerijsko vozilo, samovozni minobacač, samovozni višecijevni lanser, borbeno vozilo pješaštva, izvidničko vozilo i vozilo za uklanjanje eksplozivnih naprava.
Zapovjedno vozilo za razinu bojne dobilo bi dodatnu komunikacijsku opremu i tendu na stražnjem dijelu kako bi se dobio dodatni radni prostor dok vozilo miruje.
Inačica samovoznog minobacača može se opremiti kupolom s dva minobacača kalibra 120 mm (kao što je AMOS) ili standardnom kupolom s jednim minobacačem kalibra 81 ili 120 mm.

## Korisnici
- Njemačka - naručeno 273 Boxera u tri inačice[3] (25 oklopnih transportera, 65 zapovjednih vozila, 72 sanitetska i 10 vozila namijenjenih obuci vozača) - 24. rujna 2009. je Njemačkoj vojsci isporučen prvi Boxer
- Nizozemska - naručeno 200 Boxera[4] (55 zapovjedna vozila, 58 sanitetskih, 41 inženjerijsko i 46 transportnih vozila), moguća nabava još 200[5]- Isporuka vozila za potrebe Nizozemske vojske planirana je od 2011. do kraja 2016.

## Vanjske poveznice
- Artec Website
- Army Technology Boxer Information